# احمد میرزا (بازیکن فوتبال)
احمد میرزا (عربی: أحمد ميرزا؛ زادهٔ ۲۴ فوریهٔ ۱۹۹۱) بازیکن فوتبال اهل بحرین است.
وی همچنین در تیم ملی فوتبال بحرین بازی کرده‌است.